# Literatura valona
La literatura valona és la literatura feta en való (una de les llengües d'oïl) a Valònia, que forma part de Bèlgica.

## Origen
Les primeres mostres literàries a territori való són en llatí, de caràcter hagiogràfic o de monjos erudits. La Vita Sanctae Gertrudis, fundadora del monestir d'Andenne, data del 670 i fou composta a Lieja. La Vitae Landiberti, primer bisbe de Lieja, fou composta entre el 727 i 743. El monjo irlandès Sedulius (s. IX), poeta oficial dels bisbes Hartgar (840-855) i Francó (855-901), compongué un Liber de rectoribus christianis. Més tard aparegueren Sequence de Sainte Eulalie i un text fràncic del Rithmus Teutonicus de piae memoriae Hludovico rege filio Hludvici aeque regis. En el segle xi destacaria el mestre d'escola Egbert, autor d'una Fecunda Ratis, compilació de 596 màximes, 206 dístics i 61 contes, entre ells, el conegut Petit chaperon rouge. I en el segle xii, un Poème moral.
Durant els segles XII i XII destacaren els cronistes valons en francès Jean de Froissart, Geoffroi de Fontaines, Jean Lemaire de Belges i el joglar Adenet li Rois. Quan al teatre, destacaren el text Jean du Garçon et de l'Aveugle (1277) aparegut a Tournai; el Mystère de la Passion amb refundicions del mateix text del 1450 al 1456, apareguda a Namur; la Vie et Ystoire de Madame sainte Waudru (1433) a Mons; el Mystère de la Nativité copiat per la monja Catherine Bourlet el 1478-1484. Del segle xvi destacaren la companyia de teatre namuresa Enffans du prince d'Amour i Le livre de conduite du Réggiseur et le Compte des dépenses pour le Mystère de la Passion joué à Mons.

## Edat Moderna
Abans del 1600 hi ha alguns texts en francès amb trets dialectals valons. El recurs al dialecte és un fenomen anterior al Renaixement, període on decauen els scriptae regionals francesos en profit d'una llengua central unificadora, alhora que els fa decaure socialment, cosa que també provocà el seu distanciament estilístic. Les primeres mostres de literatura dialectal en való foren en el segle xiv Li ver del Juïse i Li dialoge Gregoire lo Pape i en el segle xv la Chronique de Floreffe. També es conserven de la mateixa època nadales bilingües, pasquins, diàlegs d'afers del temps, queixes de mal casats, cançons de dansa i sermons divertits, de caràcter oral i satíric.
Del segle xvi es conserven algunes queixes sobre el matrimoni, dos cramignons picarescs; el primer drama en való, però, data del 1623, Moralité, oda emfàtica en honor d'un nou doctor en teologia. D'aquesta època dataren altres mostres com el primer text literari en való modern, el virulent i anticalvinista Sonnet lidjwès (1622), així com els nombrosos poemes populars del 1631-1636 de caràcter satíric i diàlegs de pagesos liegesos on es critiquen les misèries de la guerra. Endemés, el 1635 aparegué l’Almanach de Liège, publicació literària en való dirigida per Mathieu Laensberg. En total, uns 400 texts, gairebé tots anònims.
Del segle xviii n'hi ha uns 50 de l'època revolucionària, tots en metre octosil·làbic, tant en cançons com en els pasquèyes, llargues peces en vers mig somrients, mig burlescs, fetes en fulls volants no impresos, cantats o recitats. També hi ha tímids assaigs de fer teatre en való: cap al 1757 es compongueren quatre obres de teatre de saló en való il·lustrat, entre elles Li voyadge de Tchaud-Fontaine, obra del canonge aristocràtic Simon de Harlez (1716-1781), de caràcter òpero-còmic i que pinta tipus pintorescs sense cap lirisme. Endemés aparegueren grups sota l'apel·lació genèrica de Tèyate lïdwès, les adaptacions per Jean-Joseph Hanson (1739-179?) de La Henriade travestie de Fougeret de Monbron i dels Lusiades de Camoëns (de 3750 versos octosíl·labs cadascun).
La literatura del segle XVII-XVIII es remetia a la poesia d'acció i curcumstància, però que és reeixida en l'esperit satíric: el 1684 un pamflet polític sobre els problemes de la democràcia liegesa; un joiós elogi al revés de la Font de Pline a Tongres, sorgida de la inspiració del jurista Lambert de Ryckman, conseller del bisbe, del 1700; o la invectiva venjativa posada en la boca d'un brivall, del carmelita p. Marian de Saint Antoine. En general, es tracta d'obres militants que es posen en boca del poble, i que t robaran una societat que renova la tradició dialectal per la culta, conscient i organitzada de la parla dels avantpassats. Així, el 1787 el liegès Cambrezier va compondre el primer Dictionnaire wallon-français.

## Seglexix
Després d'un silenci del 1800 al 1830, un cop s'independitzà Bèlgica, aparegueren autors en való a totes les ciutats. Nicolas Bosret (1799-1870) de Namur, autor de li Bea Bouket (1851) i Cåbaret des Mintes (1834), que popularitzà les cançons Li pikete do djoû å viyaedje, Li sondje d'on blessî e Crimêye, Ene fiesse namurwesse. A Lieja, fins i tot, sorgí el grup més important, format per Charles du Vivier, Henri Forir (1784-1862), autor d'un Dictionnaire liégeois-français (1820) i de poemes com Li ctapé manaedje (1836) i So les bassès scoles do vî tins, François Bailleux (1817-1866), Charles Werotte (1795-1870) amb la cançó C'est l'cafè (1854), i Charles Nicolas Simonon (1774-1847) precursor qui obriria noves vies com la cançó patriòtica, bàquica, sentimental, faula o relat, autor dels 36 sizains agrupats a Li côparèye (1822). Mentrestant, a Mons, Henri Delmotte hi publicaria el 1834 Scènes populaires montoises que encoratjarien l'abat Charles Letellier (1807-1870) a publicar el 1842 un Essai de littérature montoise, on destacava la peça Mariâje dè l’fîye chôse (1845), alhora que el 1846 fundava l’Armonaque de Mons, un dels primers almanacs dialectals, que aparegué del 1846 al 1894.
Cap als anys 1840-1850 es produí un triomf definitiu de l'elegia valona, amb les obres de Nicolas Defrecheux (1825-1875) Leyîz-m’plorer (Deixa’m plorar, 1854) i L'avez’u véyou passer (1856), seguides per les del liegès Edouard Remouchamps (1836-1900), autor de la peça teatral Tatî l’periquî (Gautier el perruquer, 1885) i pel brabançó Michel Renard (1829-1904) amb les novel·les folklòriques Les aventures de Djan d’Nivèles, el fil de s'père (1857) i Argayon, èl djeyant d’Nivèles (1893). Aquestes obres van fer popular Defrecheux, i el van encoratjar, amb un grup d'amics, a crear el 1856 la Sociéte Liègeoise de Littératura Wallonne, que el 1903 canviaria el nom pel de Sociéte de Littérature Wallonne, formada pel mateix Defrecheux i Pinsard, Barillé, Dieudonné Salme (autor del conte Li Houlot), Donnay, Delarge, Loiseau i Lagauche, i que publicaria un Bulletin amb estudis sobre obres de teatre i sobre el dialecte. Aquesta societat facilitaria la publicació de les obres no sols de Defrecheux i Remouchamps, sinó també d'autors de teatre no tan coneguts com a Leopold Godenne (1851-1909), director de la revista dialectal Li Marmite amb un tiratge de 15.000 exemplars, Jean Bury (1867-1918) amb La Wallonne (1892) i la revista dialectal L'Airdiè (1892-1894), els germans August i Clément Déom (1868-1956), autor de 30 peces de teatre; Henri Hurard (1876-1943) autor de les peces de teatre Ruv’nou! (1902) i Lu tetche qui ruspite (1907), Thomas Berwette (1927), Nicolas Trockart (1880-1949), Maurice Carême (1899-1978) i altres.
D'aquesta manera, del 1850 al 1914 el regionalisme literari conegué una edat d'or, proliferaren societats d'autors valons a escala local, com Le Caveau Liègeois, fundada el 1872, i Lès Rèlîs Narmurwès, fundada el 1909, amb revistes i anuaris i que intentaren unir-se en federacions. Endemés de la comèdia, la poesia oferí també una riquesa i una varietat de texts insospitada, amb les obres de l'abat Michel Renard i les seves poesies pseudoclàssiques, els sonets de George Willome i les obres de Henri Simon, que n'elevà la qualitat de la llengua. El lirisme, inaugurat amb Defrecheux, rebé suport de la cançó, i la sàtira, dels cabarets valons, sosbretot a Liège i Tournai. Una mostra en fou la revista dialectal Li Spirou, fundada el 1888 i on col·laborarien altres autors com Georges Willome (1862-1917) autor dels poemes Sonnets (1917) i del teatre poètic de gran qualitat El rouse dè Sint Ernèle (1890), i André Delchef (1835-1902) autor de la comèdia Li galant dèl sièrvante (1858).

## Segle XX
Durant el període d'entreguerres la poesia i el teatre valons es consolidaren amb obres romàntiques de diversos autors. Josep Vrindts (1855-1940), qui des del 1894 havia encoratjar revistes com Li Mèstré o Armaneck des Qwate Mathy, a Lieja, de caràcter naïf i on publicà les seves obres Tot tûsant (1924), Les Boukets tot fwaits (1893), Påjhûles rimeas (1897), Lingaedje et acsegnance des fleurs et des plantes walons (1898), Vî Lidje (1901), Viyès airs et noveas respleus (tchansons, 1907), Racontroûles et råtchåds (1920), el conte Li pope d'Anviesse (1896) i les peces de teatre On djudi d' fiesse (1887), Madame Nonård (1900), L'eritaedje (1900), Li siermint da Gretri (1908-1928); el picard Henri Raveline (Valentin van Hasselt, 1852-1938) amb les narracions Voléz co des istoires? In vlà (1913), El cu d'el Mante (1935), El famiye Djean Lariquette (1912) i Po dire à l'eschrienne (1909); Jean Le Jeune (1875-1945) autor de les comèdies impressionistes Bertine (1890), Li Grimbié molin (1912), Po marier, Leyontine (1927), Cadet (1921), i els estudis lingüístics Vocabulaire wallon du chaudronnier en fer et acier (1901) i Toponymie de la commune d'Ayaneux (1902); el considerat millor autor való, Henri Simon (1856-1939) autor dels poemes Li mwert di l’âbe (La mort de l'arbre, 1909) i Li pan dè bon Diu (1914), i de les comèdies Janète (1913) i Li neûre poye (1893); Henri Brogart i el parnassianista Marcel Launay (1890-1944), el prolífic Joseph Mignolet (1893-1973), autor dels poèmes Fleûrs de brouwires (1919), Lis Trevis Adjes de l’vêye (1939) i Payîs d’Lîdge (1943), les novel·les Li payîs dèr sotis (1921) i Li blanke dame (1933), el teatre Li Mêsse (1931) i Li vôye qui monte (1933) i les epopeies Li tchant de l’Greu (1932) i Li tchant de m’tère (1935); Georges Ista (1874-1939) amb les peces de teatre Monnonke Djouprele (1904), Kî çk' est l' mwaisse ? (1905), Li rôze d'årdjint (1906), Pire ou Pål (1907), Mitchî Peket (1908), Madame Lagaesse (1909), Li veûltî (1910), i Li båbô (1912); René Barmarin (1884-1944) amb Li mariaedje da Djhan-Flupe (1906-1908) i Li cok d'Awousse. Paul Moreau (1887-1939), autor dels contes Contes d'aprandjire (1932), Fleurs d' al viesprêye (1935), Padzo l' tiyoû (1933) i Djan Burdou (1939). Jules Claskin (1888-1926) amb els poemes intimistes Côps de saye (1922) i Côps d'oûy (1923); François Loriaux (1886-1942) amb les cançons Il a cassé s' pupe; Les djouweus d' cwåtes, Pårlaedje congolès, Dji so sôlêye, Nosse pôve gade est crevêye i Li tchanson des verités. Tanmateix, en la prosa narratives, a final del segle xix els resultats en való eren molt modestos, malgrat els esforços de François Renkin (1872-1906), Arthur Xhignesse (1873-1941), autor de Les pôves diâles (1907) i Bole-di-Gome (1912), i sobretot Henri Raveline, gran descriptor del Borinage natal.
Durant els anys trenta i la segona guerra mundial, es renovaren les fonts d'inspiració del moviment, amb Gabriel Bernard, que canta la misèria del pays noir i Franz Dewandelaer (1909-1952), el més dotat de la generació, autor dels poemes liristes i contestataris Bouket tot fwait (1933), El moncea ki crexhe (1948) i Boets del nute (1935), així com Willy Bal (1916), que segueix una línia pagesa i cristiana, autor dels estudis lingüístics Lexique du parler de Jamioulx (1949), Des ramexhnêyes di powinmes, c'est, Houpeas d'avri, ki rexhe li prumî (1949), Å solea des leus (1947), Pokes et djårnons (1947); i Emile Gilliard (1928), qui denuncia la hipocresia burgesa a Chîmagrawes (1955), Veas d' måss (1961), Rukes di tere (1966), Li dierinne såjhon (1976); On vî fizik eruni (1997), Del Ruwane å Bwès Djilet (2000), i Les djoûs racourtixhnut (2002). Entre ells caldrà destacar també al luxemburguès Joseph Calozet (1883-1963), considerat com al gran renovador del conte rural i auto dels poemes So l'ôrire di l'Årdene i Les pôvès djins (1912); Jean de Lathuy (1906-1980) amb Les djårdéns sins voyes (1930) i Les set petchîs capitås (1937). Gabriel Bernard (1893-1963) amb la tragèdia pastoral Flora d'àl’hoûlote (1949) i Auguste Laloux (1908-1976) amb el relat fantàstic Li p’tit Vert (1969), amb un eficaç ús del dialecte dins l'autenticitat del seu medi natural, i Les soçons (1971), Mi ptit viyaedje des ans å long (1974), i Les cis do Trô (1998). D'altres autors foren L. Maret (1893-?), B. Charles (1901-?), Jean Guillaume (1918-2001) amb els poemes Disk' å solea (1947), Gregnes d'awousse (1949), Årzeye (1951) i Padrî les hourêyes (2001), Lucien Mahy (mort el 1965), Henri Pétrez (1886-1967), autor de Fåves do Baron d'Fleuru (1928) i les poesies L'an cwarante (1940), Fleuru dins m' vikereye (1960), i Mi testamint di scrijheu (1962), F. Roland i F. Masset.